# THE SHOWMAN
『THE SHOWMAN』（ザ・ショーマン）は、菊田洋之作、内村航平監修による日本の体操漫画。『週刊少年サンデーS』（小学館）にて2018年2月号から2020年5月号まで連載および小学館のウェブ漫画配信サイト『サンデーうぇぶり』にて配信された。
菊田洋之はかつて『週刊少年サンデー』（同社刊）で森末慎二（ロス五輪金メダリスト）の原作で『ガンバ!Fly high』を連載していた。内村航平はその愛読者で体操の普及のために本作の監修を担当する。

## あらすじ
千葉県船橋市の無名の体操教室に通う、中学2年生の少年橘翔馬は、全国レベルでの実績がないにもかかわらず、味の素ナショナルトレーニングセンターで行われる「第一回体操次世代プロジェクト」に招聘される。
そこで、過去の実績はまちまちながら、個性的な同世代の選手たちと出会い、「絶対王者」大和公平に刺激を受け、選抜試験に臨んでいく。やがて、翔馬をはじめとする7人の少年たちが選抜され、2020年東京オリンピックを目指し、体操界の『台風の目』として、日本を、そして世界を席巻していく。

## 登場人物

### 次世代プロジェクト参加者
橘 翔馬（たちばな しょうま）
物語開始時、中学2年生で、千葉県船橋市出身、母子家庭で育つ。小さな体操教室で指導を受けてきたが、全国レベルの実績はない。「次世代プロジェクト」では、基礎力の高さを見せて一次審査、最終審査を突破する。好奇心旺盛で、練習熱心。
飛田 尊（とびた たける）
物語開始時、中学2年生。日本代表の兄：悟、姉：光に続く飛田三兄弟の末っ子で、ジュニア大会では上位常連。関西弁を話し、自分自身を「天才」と呼ぶ。「次世代プロジェクト」では、高い技術力で一次審査、最終審査を突破。翔馬と相部屋になり、邪心のない翔馬に脅威を感じつつも親しくなる。
伊達 司（だて つかさ）
物語開始時、白川高校2年生。東日本大震災で妹を亡くした。夜間練習を通じて翔馬と親しくなる。基本姿勢の静的な美しさで、一次審査、最終審査を突破。檜山とは互いを認め合うライバル。
檜山 一磨（ひやま かずま）
物語開始時、高校2年生。熊本出身。物語開始前のインターハイでは種目別平行棒で優勝。伊達とは互いを認め合うライバル。動きのあるダイナミックな演技で、一次審査、最終審査を突破。
鬼塚 マイケル（おにつか マイケル）
物語開始時、高校2年生。個人総合の上位常連者で、高い身体能力を持つ。リオ五輪優勝の女子選手ジェーン・サイラスを崇拝し、彼女の演技を完全にコピーしている。一次審査、最終審査を突破。元体操選手である日本人の母と、ミュージシャンの米国人の父を持ち、米国で体操を開始したが、日本の体操への憧れから来日。愛称はマイコー。
堂林 幹宏（どうばやし みきひろ）
物語開始時、高校1年生。筋肉質な肉体を誇り、力技を得意とするが、全国レベルの実績はない。一次審査、最終審査を突破。いわゆるオネエ言葉を話し、飛田悟に憧れている。愛称はミキティ。実家は堂林財閥という大富豪で、3人の美貌の姉（こずえ、わかば、つぼみ）がいる。幼少期に姉たちに女装させられた反動で、筋肉に目覚めた。
潮田 凪（しおた なぎ）
物語開始時、高校1年生。茨城県の漁師の家庭出身。あん馬の旋回で基礎力の高さを見せ、一次審査、最終審査を突破。語尾に「っぺ」とつける、茨城県を含む関東北東部の方言を話す。
青山（あおやま）
物語開始時、高校1年生。一次審査突破者。翔馬の演技を見て、一次審査が基礎力重視であることを見抜く。高校球児の様な坊主頭が特徴。
渡辺（わたなべ）
物語開始時、高校1年生。
戸坂（とさか）
物語開始時、高校2年生。一次審査突破者。パーマをかけたリーゼントヘアが特徴。全国レベルの実績はない。
鰐口（わにぐち）
物語開始時、高校2年生。一次審査突破者。お調子者の性格。全国レベルの実績はない。
氷室（ひむろ）
物語開始時、高校生。一次審査突破者だが、翔馬や尊たちと距離を置く。

### 体操協会関係者
富岡 俊行（とみおか としゆき）
「第一回体操次世代プロジェクト」監督。折に触れて、情熱的なスピーチをする。
大和 公平（やまと こうへい）
リオ五輪では個人総合、団体総合の金メダリスト。絶対王者（キング）として「最強にして最も美しい、世界一の体操」を体現し、少年たちの憧れと畏怖の存在として描かれる。「第一回体操次世代プロジェクト」では審査を担当。最終的に選抜された少年たちに、基礎を徹底させる。
単行本第1巻の帯は、大和のイラストが、監修者の内村航平の写真と同じポーズで描かれている。また、同巻末の取材記では、菊田洋之が内村を「絶対王者」と紹介している。内村自身も、（現実世界の）リオ五輪における個人総合、団体総合の金メダリストである。

### その他
奈月 かほる（なつき かほる）
メディアでの知名度も高い、有名な女子卓球選手。ナショナルトレーニングセンターの食堂で、翔馬や尊と親しくなり、体操に興味を持つ。

## 書誌情報
- 菊田洋之（作）・内村航平（監修）『THE SHOWMAN』小学館〈少年サンデーコミックス〉、全5巻
  1. 2018年7月18日発売[2]、ISBN 978-4-09-128260-6
  2. 2018年11月16日発売[3]、ISBN 978-4-09-128589-8
  3. 2019年3月18日発売[4]、ISBN 978-4-09-128811-0
  4. 2020年2月18日発売[5]、ISBN 978-4-09-129561-3
  5. 2020年6月18日発売[6]、ISBN 978-4-09-850084-0